# Júlio César Souza de Jesus

Wappen von Júlio César Souza de Jesus als Weihbischof in Fortaleza

Júlio César Souza de Jesus (* 27. Juli 1971 in Goiânia, Goiás) ist ein brasilianischer Geistlicher und ernannter römisch-katholischer Bischof von Floriano.

## Leben
Júlio César Souza de Jesus studierte von 1991 bis 1993 an der Staatsuniversität Ceará Philosophie und anschließend Theologie am Priesterseminar von Teresina. Am 27. Juni 1998 empfing er das Sakrament der Priesterweihe für das Erzbistum Teresina.
Neben verschiedenen Aufgaben in der Pfarrseelsorge war er von 2007 bis 2013 war er Subregens für die Philosophiestudenten des Priesterseminars. Zuvor erwarb er nach weiterführenden Studien an der Päpstlichen Universität Gregoriana in Rom das Lizenziat in Dogmatik. Seit 2014 war er Pfarrer in Teresina sowie Professor am Priesterseminar und an der Diakonenschule, wo er auch Spiritual war.
Am 11. Juli 2018 ernannte ihn Papst Franziskus zum Titularbischof von Arba und zum Weihbischof in Fortaleza. Der Erzbischof von Teresina, Jacinto Furtado de Brito Sobrinho, spendete ihm am 30. September desselben Jahres die Bischofsweihe. Mitkonsekratoren waren der Erzbischof von Fortaleza, José Antônio Aparecido Tosi Marques, und der emeritierte Bischof von Parnaíba, Alfredo Schäffler.
Papst Franziskus bestellte ihn am 7. Juni 2024 zum Bischof von Floriano.